# Тухфетуллов, Бедертдин Садретдинович
Бедертдин Садретдинович Тухфетуллов (15 июня 1918, Шыгырданы, Буинский уезд, Симбирская губерния, РСФСР — 29 сентября 1988 года, Чкаловское, Батыревский район, Чувашская АССР, РСФСР) — командир отделения роты автоматчиков 1323-го стрелкового полка сержант — на момент представления к награждению орденом Славы 1-й степени.

## Биография
Родился 15 июня 1918 года в селе Шыгырданы Батыревского района Республики Чувашия в крестьянской семье. Татарин. Окончил 5 классов. Работал в колхозе «Звезда». В 1938—1940 годах проходил действительную военную службу в рядах Красной Армии.
В сентябре 1941 года был вновь призван в армию. С того же времени участвовал в боях с захватчиками. Воевал на Западном, Центральном, Брянском, 2-м и 1-м Белорусском, 3-м и 1-м Прибалтийском фронтах Член ВКП(б)/КПСС с 1944 года. К началу 1944 года сражался в рядах 1323-го стрелкового полка 415-й стрелковой дивизии.
8 февраля 1944 года в бою у деревни Павловка при отражении контратак противника, рискуя жизнью, спас раненого командира роты. Уничтожил свыше 10 противников.
Приказом командира 415-й стрелковой дивизии от 7 марта 1944 года красноармеец Тухфетуллов Бедертдин Садретдинович награждён орденом Славы 3-й степени.
22 июня 1944 года в боях за город Столин командир отделения роты автоматчиков сержант Тухфетуллов лично истребил свыше 10 солдат, подавил пулеметную точку.
Приказом по войскам 61-й армии от 11 июля 1944 года сержант Тухфетуллов Бедертдин Садретдинович награждён орденом Славы 2-й степени.
31 января 1945 года при овладении населенным пунктом Регектанер-Тайрофен сержант Тухфетуллов вместе с бойцами отбил 3 контратаки противника, нанеся ему немалый урон в живой силе и боевой технике. Скрытно проник в расположение врага и подорвал дзот вместе с находившимися там гитлеровцами.
Указом Президиума Верховного Совета СССР от 31 мая 1945 года за образцовое выполнение заданий командования в боях с захватчиками сержант Тухфетуллов Бедертдин Садретдинович награждён орденом Славы 1-й степени. Стал полным кавалером ордена Славы.
В 1945 году был демобилизован. Вернулся на родину. Работал в колхозе имени Жданова, завхозом в Батыревском плодово-ягодном питомнике, продавцом в магазине села Чкаловское. Жил в селе Чкаловское. Скончался 29 сентября 1988 года. Похоронен на кладбище села Шыгырданы Батыревского района.

## Награждён
орденами Отечественной войны 1-й степени, Красной Звезды, Славы 3-х степеней, медалями, в том числе медалью «За отвагу».